# Rychlobruslení na Zimních olympijských hrách 2010 – stíhací závod družstev ženy
Stíhací závod družstev žen na Zimních olympijských hrách 2010 se konal v hale Richmond Olympic Oval v Richmondu ve dnech 26. a 27. února 2010. České závodnice se jej nezúčastnily.

## Výsledky

### Čtvrtfinále
Vítězné týmy z každé jízdy postoupily do dvou semifinálových jízd, ostatní družstva postoupila do finálových jízd o páté až osmé místo.
| Pořadí        | Země                   | Jméno                                                                          | Čas     | Ztráta | Postup       |
| ------------- | ---------------------- | ------------------------------------------------------------------------------ | ------- | ------ | ------------ |
| Čtvrtfinále 1 |                        |                                                                                |         |        |              |
| 1.            | Japonsko               | Masako Hozumiová Nao Kodairaová Maki Tabataová                                 | 3:02,89 | 0,00   | Semifinále 1 |
| 2.            | Jižní Korea            | I Ču-jon No Son-jong Pak To-jong                                               | 3:07,45 | +4,56  | Finále D     |
| Čtvrtfinále 2 |                        |                                                                                |         |        |              |
| 1.            | Polsko                 | Katarzyna Bachledová-Curuśová Katarzyna Woźniaková Luiza Złotkowská            | 3:02,90 | 0,00   | Semifinále 1 |
| 2.            | Rusko                  | Galina Lichačovová Jekatěrina Lobyševová Jekatěrina Šichovová                  | 3:04,86 | +1,96  | Finále D     |
| Čtvrtfinále 3 |                        |                                                                                |         |        |              |
| 1.            | Německo                | Daniela Anschützová-Thomsová Stephanie Beckertová Anni Friesingerová-Postmaová | 3:01,95 | 0,00   | Semifinále 2 |
| 2.            | Nizozemsko             | Renate Groenewoldová Diane Valkenburgová Ireen Wüstová                         | 3:03,38 | +1,43  | Finále C     |
| Čtvrtfinále 4 |                        |                                                                                |         |        |              |
| 1.            | Spojené státy americké | Jennifer Rodriguezová Jilleanne Rookardová Nancy Swiderová-Peltzová            | 3:02,19 | 0,00   | Semifinále 2 |
| 2.            | Kanada                 | Kristina Grovesová Christine Nesbittová Brittany Schusslerová                  | 3:02,24 | +0,05  | Finále C     |

### Semifinále
Vítězné týmy obou jízd postoupily do finále o zlatou medaili, poražená družstva postoupila do finále o bronz.
| Pořadí       | Země                   | Jméno                                                                          | Čas     | Ztráta | Postup   |
| ------------ | ---------------------- | ------------------------------------------------------------------------------ | ------- | ------ | -------- |
| Semifinále 1 |                        |                                                                                |         |        |          |
| 1.           | Japonsko               | Masako Hozumiová Nao Kodairaová Maki Tabataová                                 | 3:02,73 | 0,00   | Finále A |
| 2.           | Polsko                 | Katarzyna Bachledová-Curuśová Katarzyna Woźniaková Luiza Złotkowská            | 3:02,92 | +0,19  | Finále B |
| Semifinále 2 |                        |                                                                                |         |        |          |
| 1.           | Německo                | Daniela Anschützová-Thomsová Stephanie Beckertová Anni Friesingerová-Postmaová | 3:03,55 | 0,00   | Finále A |
| 2.           | Spojené státy americké | Jennifer Rodriguezová Jilleanne Rookardová Nancy Swiderová-Peltzová            | 3:03,78 | +0,23  | Finále B |

### Finále
| Pořadí           | Země                   | Jméno                                                                    | Čas     | Ztráta |
| ---------------- | ---------------------- | ------------------------------------------------------------------------ | ------- | ------ |
| Finále A         |                        |                                                                          |         |        |
| Zlatá medaile    | Německo                | Daniela Anschützová-Thomsová Stephanie Beckertová Katrin Mattscherodtová | 3:02,82 | 0,00   |
| Stříbrná medaile | Japonsko               | Masako Hozumiová Nao Kodairaová Maki Tabataová                           | 3:02,84 | +0,02  |
| Finále B         |                        |                                                                          |         |        |
| Bronzová medaile | Polsko                 | Katarzyna Bachledová-Curuśová Katarzyna Woźniaková Luiza Złotkowská      | 3:03,73 | 0,00   |
| 4.               | Spojené státy americké | Catherine Raneyová Jennifer Rodriguezová Jilleanne Rookardová            | 3:05,30 | +1,57  |
| Finále C         |                        |                                                                          |         |        |
| 5.               | Kanada                 | Kristina Grovesová Christine Nesbittová Brittany Schusslerová            | 3:01,41 | 0,00   |
| 6.               | Nizozemsko             | Diane Valkenburgová Jorien Voorhuisová Ireen Wüstová                     | 3:02,04 | +0,63  |
| Finále D         |                        |                                                                          |         |        |
| 7.               | Rusko                  | Jekatěrina Lobyševová Alla Šabanovová Jekatěrina Šichovová               | 3:06,47 | 0,00   |
| 8.               | Jižní Korea            | I Ču-jon No Son-jong Pak To-jong                                         | 3:06,96 | +0,49  |